# Live from Harris Country Jail
Live From Harris County Jail è il primo album da solista di Pimp C, pubblicato in maniera indipendente tramite la "Pimp C Family Entertainment" il 26 marzo 2004.

## Il disco
Tutti i pezzi presenti nell'album sono stati registrati prima della sua condanna per violazione della libertà vigilata, avvenuta nel 2002. La differenza di questo album rispetto a quelli che i rapper offrono dal carcere è che tutti i pezzi sono stati registrati non da telefoni o da brani live, ma bensì sono stati registrati con ottima qualità. Nonostante ciò, all'interno di esso, si possono ascoltare delle "lacune" come ad esempio i versi di rapper ospiti mancanti e alcune tracce audio non finite. Questo perché l'artista non è stato in grado di apportare le ultime modifiche al lavoro a causa della sua immediata carcerazione.
Dell'album esistono due versioni: Regular e C&S

## Tracce
1. Comin' Up
2. Got a Thang
3. Sixteen Five
4. Hustler
5. So Excited
6. Sweet James
7. Get My Money Bitch Feat. Pimpin Ken
8. I Want A Prostitute
9. Very Thin Line Feat. Cory Mo
10. U Belong to Me
11. Pimpin Ain't Dead

### Tracce bonus
1. Rude Boy Gangsta
2. Where the Dollas At (In My Pocket You Bitch) (feat. Lil' Boosie)
3. My Angel (Tribute to Momma)